# Ascalaphidae
Gli Ascalaphidae (Rambur, 1842), anche noti come ascalafi, sono una famiglia di insetti appartenenti all'ordine dei neurotteri.

## Descrizione

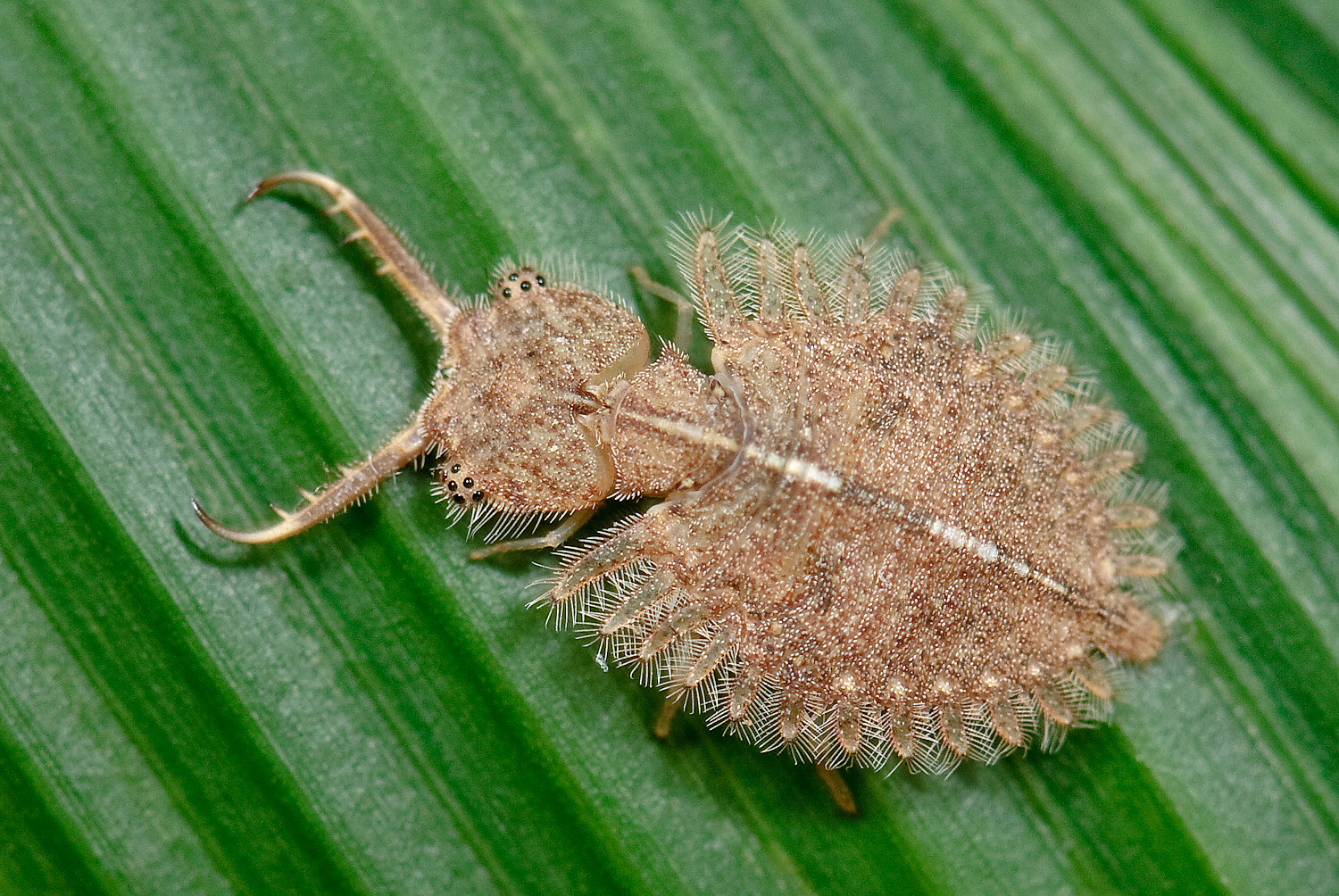
Larva di ascalafide

Si tratta di insetti caratterizzati da adulti da un corpo tozzo, grandi occhi e da lunghe antenne con l'estremità clavata. I maschi hanno valve (appendici addominali) piuttosto sviluppate. Le larve hanno robuste mandibole.

## Biologia
Gli ascalafidi sono insetti diurni, buoni volatori da adulti, e catturano le loro prede in volo. A seconda delle specie la loro attività è crepuscolare o diurna.  
Prediligono biotopi caldi e secchi. Le larve sono terricole e si possono rifugiare sotto le pietre o nella lettiera. Anch'esse predatrici, sono abbastanza simili a quelle dei formicaleoni.

## Lista delle sottofamiglie
Stando al sistema ITIS la famiglia si divide in tre  sottofamiglie:
- Albardiinae (van der Weele, 1908);
- Ascalaphinae (Lefèbvre, 1842);
- Haplogleniinae (Newman, 1853).[3]

## Lista di specie europee
In Europa sono presenti 4 generi di ascalafidi (specialmente nella parte meridionale del continente), divisi in 14 specie: 
- Genere Libelloides :
  - Libelloides longicornis (Scopoli, 1763) sin. : Ascalaphus longicornis;
  - Libelloides macaronius (Scopoli, 1763) sin. : Ascalaphus macaronius;
  - Libelloides lacteus (Germar, 1817) sin. : Ascalaphus ottomanus;
  - Libelloides coccajus (Denis et Schiffermüller, 1775) sin. : Ascalaphus libelluloides;
  - Libelloides ictericus (Charpentier, 1825) sin. : Ascalaphus ictericus;
  - Libelloides corsicus (Rambur, 1842) sin. : Ascalaphus ictericus corsicus ;
  - Libelloides latinus (Lefebvre, 1842) sin. : Libelloides italicus, Ascalaphus italicus;
  - Libelloides hispanicus (Rambur, 1842) sin. : Ascalaphus hispanicus;
  - Libelloides cunii (Sélys-Longchamps, 1880) sin. : Ascalaphus cunii;
  - Libelloides baeticus (Rambur, 1842) sin. : Ascalaphus baeticus;
- Genere Bubopsis :
  - Bubopsis agrioides (Rambur,1842);
- Genere Deleproctophilla :
  - Deleproctophylla australis (Fabricus, 1787) sin. : Theleproctophylla australis F.;
  - Deleproctophylla variegata (Klug, 1834) sin. : Deleproctophylla dusmeti (Navás, 1914);
- Genere Puer  :
  - Puer maculatus (Olivier, 1789).